# Acanthormius
Acanthormius is een geslacht van insecten uit de orde vliesvleugeligen (Hymenoptera) en de familie schildwespen (Braconidae).

## Soorten
- A. adentis Chen & He, 2000
- A. albidentis Chen & He, 1995
- A. alius Papp, 1986
- A. allostriatus Ahmad & Ahmad, 2008
- A. bakeri Watanabe, 1968
- A. balanus Papp, 1986
- A. belokobylskiji Chen & He, 2000
- A. bicolor Chen, Wu & Yang, 2000
- A. brevidentatus van Achterberg, 1995
- A. concavus Papp & van Achterberg, 1999
- A. crustatus Belokobylskij, 1986
- A. curvidentatus van Achterberg, 1995
- A. chinensis Chen & He, 1995
- A. dentatus Granger, 1949
- A. dentifer van Achterberg, 1995
- A. dubitatus Brues, 1918
- A. evertsi Papp & van Achterberg, 1999
- A. flavoapicalis Belokobylskij, 1990
- A. gilvus Papp, 1991
- A. gutianshanensis Chen & He, 1995
- A. indorugosus Ahmad & Ahmad, 2008
- A. iriomotensis Watanabe, 1968
- A. japonicus Ashmead, 1906
- A. kabaenensis van Achterberg, 1995
- A. longiradialis van Achterberg, 2000
- A. malayensis Watanabe, 1968
- A. menglunensis Wu, Yang & Chen, 2000
- A. nitidinotum Belokobylskij, 1988
- A. nixoni Belokobylskij, 1990
- A. obstitus Papp, 1986
- A. philippinensis Watanabe, 1968
- A. propensus Papp, 1991
- A. rossicus Tobias & Belokobylskij, 1981
- A. royi van Achterberg, 1995
- A. rugosivertex Belokobylskij, 1988
- A. rugosus Watanabe, 1968
- A. sabahensis van Achterberg, 1995
- A. sumatrensis van Achterberg, 1991
- A. takadai Watanabe, 1968
- A. testaceus Chen & He, 2000
- A. tianmushanensis Chen & He, 2000
- A. unidens Belokobylskij, 1988
- A. wusheensis Belokobylskij, 1988
- A. yasirae van Achterberg, 1995
- A. yunnanensis Huang, Yang & Chen, 2010